# San Lorenzo in Banale
San Lorenzo in Banale es una localidad italiana, capital del municipio de San Lorenzo Dorsino en la provincia de Trento, región de Trentino-Alto Adigio, con 1.171 habitantes.
Fue un municipio independiente hasta el 31 de diciembre de 2014, en que fue disuelto y pasó a formar parte del municipio de San Lorenzo Dorsino.

## Evolución demográfica
| Gráfica de evolución demográfica de San Lorenzo in Banale entre 1861 y 2001 |
|                                                                             |
| Fuente ISTAT - elaboración gráfica de Wikipedia                             |